# Braschwitz
Braschwitz là một đô thị ở huyện Saale, Saxony-Anhalt, nước Đức. Đô thị Braschwitz có diện tích 6,9 km².